# Coregonus oxyrinchus
Coregonus oxyrinchus је зракоперка из реда Salmoniformes и фамилије Salmonidae.

## Угроженост
Ова врста је изумрла, што значи да нису познати живи примерци.

## Распрострањење
Ареал врсте је покривао средњи број држава. 
Врста је пре изумирања била присутна у следећим државама: Француска, Немачка, Уједињено Краљевство, Холандија и Белгија.

## Станиште
Ранија станишта врсте су укључивала морске екосистеме, речне екосистеме и слатководна подручја.